# Andrzej Pronaszko
Andrzej Pronaszko (1888-1961) est un peintre, scénographe et pédagogue polonais.